# 粟森喬
粟森 喬（あわもり たかし、1939年1月1日 - 2023年3月24日）は、日本の政治家、実業家。参議院議員（1期）を務めた。

## 概要
1957年金沢大学附属高等学校卒業。1983年、全国電気通信労働組合（全電通）石川県委員長を経て衆議院議員総選挙に日本社会党公認で旧石川県第2区（現在の石川3区）から立候補するが落選する。1989年、第15回参議院議員通常選挙に連合の会（後の民主改革連合）から立候補。定数1の石川県選挙区で現職で自由民主党公認の嶋崎均を抑えて初当選する。
1993年、奥田敬和の自民党離党、新生党結成により協力関係を構築し、翌年の県知事選で推薦した谷本正憲が当選したことで県政の主流派に属する。しかし1995年、第17回参議院議員通常選挙で再選を目指すものの馳浩に敗れ、落選した。
2009年4月の春の叙勲で旭日中綬章を受章する。
2018年1月4日、政治団体「立憲民主石川」（サポート立憲）を届け出、代表となった。しかし、同19日に立憲民主党の福山哲郎幹事長と会談した際に、福山から「正式な支部組織と誤解されかねない」として名称の変更を求められた。
2023年3月24日、老衰のため、金沢市内で死去した。84歳没。死没日付をもって正五位に叙された。

## 著書
- 『国会そのまま - 一寸先は闇からの鳴動』（北国新聞社、1994年12月、ISBN 4833008742）